# 平秋镇
平秋镇，是中华人民共和国贵州省黔东南苗族侗族自治州锦屏县下辖的一个乡镇级行政单位。

## 行政区划
平秋镇下辖以下地区：
平秋村、石引村、更我村、更豆村、富库村、岑巩村、万丰村、魁胆村、孟寨村、平翁村、魁胆高岑村、晓岸村、桥问村、高坝村、皮所村、高坝高岑村、兴寨村、圭叶村和孟伯村。